# Nabil Asli
Nabil Asli (arabe : نبيل عسلي), est un acteur, réalisateur et metteur en scène de théâtre algérien né le 18 décembre 1980 à Fouka en Algérie.

## Biographie

### Enfance et formation
Nabil Asli est né le 18 décembre 1980 à Fouka, dans la wilaya de Tipaza. Il est titulaire d'une licence en arts du spectacle obtenue à l'Institut national des arts dramatiques de Bordj El Kiffan, qui est aujourd'hui l'Institut supérieur des métiers des arts du spectacle et de l'audiovisuel depuis 2004. Il a commencé sa carrière de comédien au Théâtre National.
En 2023, il a participé à la série El Batha en tant que personnage principal de l'histoire, qui a créé un grand buzz durant le mois de Ramadan,.

## Filmographie

### Films
- 2008 : Sektou
- 2009 : Harragas [7],[8]
- 2010 : Mon frère
- 2010: Soula
- 2011 : Demain, Alger ?
- 2011 : Normal
- 2011 : L'Andalou
- 2012 : Le repenti [9]
- 2013 : Les terrasses
- 2013 : La Preuve[10]
- 2014 : Cinéma Chkoupi
- 2016 : Kindil El Bahr [11]
- 2019 : Sœurs
- 2021 : La gare
- 2021 : Meursault contre enquête
- 2022 : Alger
- 2023 : la dernière ligne

### Séries
- 2008 : Kouloub Fi Siraa
- 2009 : Djourouh El Hayat
- 2012 : Kahwat El Gosto
- 2012 : Ziyen Saadek
- 2012 : Ami Achour
- 2013 - 2017 : Djernan El Gosto
- 2014 : Leklika
- 2016 : 7 Fi Dar
- 2017 : Taht El Mourakaba
- 2018 - 2022 : Dakious & Makious [12]
- 2019 - 2021 : Machaaer
- 2021 : Millionaire
- 2023 : El Batha [13]
- 2024 : El Batha season 2
- 2025 : Errbaa

## Prix
- 2014 : le prix du meilleur acteur pour son rôle dans  La preuve en Espagne[14].